# 통계학자
통계학자는 통계학 이론을 주로 연구하고 발전시켜 나가는 사람이다. 민간 부문과 공공 부문 모두에서 존재한다.
다른 주제의 전문 분야의 통계 지식과 결합하는 것이 일반적이며 통계학자는 직원으로서나 통계 컨설턴트로서 일할 수 있다.

## 같이 보기
- 통계학자 목록
- 데이터 사이언스